# NoxPlayer
NoxPlayer (колишня назва — Nox App Player) — безкоштовна програма-емулятор, для запуску APK на комп'ютері під керуванням ОС Windows і MacOS. Є підтримка всіх додатків з Google Play та файлової системи, яка може взаємодіяти з файловою системою комп'ютера для зручного обміну файлами. Наявна можливість отримання рут-прав (рутинг). Відмінними рисами є створення і запуск декількох копій одночасно, налаштування розташування та підтримка джойстиків.

## Функції
NoxPlayer використовується, коли потрібно запустити програму, яка призначена виключно для платформи Android. Причин тому може бути безліч — від простого спортивного інтересу і запуску ігор, до розробки та тестування програмного забезпечення під цю мобільну платформу.
Однак будь-яке програмне забезпечення здатне повноцінно працювати тільки в тому середовищі, для якого воно створювалося. Це означає, що не можна запустити програму на Android-телефоні, якщо спочатку була запрограмована для запуску в середовищі Windows і навпаки.
Для вирішення таких завдань були винайдені спеціальні програми, які називаються емуляторами. Відповідно, якщо користувачам потрібно працювати з Android-додатками на комп'ютері під керуванням ОС Windows, знадобиться завантажити емулятор для Android ОС. NoxPlayer надає такі функції:
- Запуск Android-програм на ПК без використання телефону.
- Синхронізація програм телефону з ПК.
- Наявність попередньо встановлених програм.
- Підтримка ігор та багато іншого.
- Спільні папки між емулятором та комп'ютером.
- Можливість отримати Root-доступ в один клік.

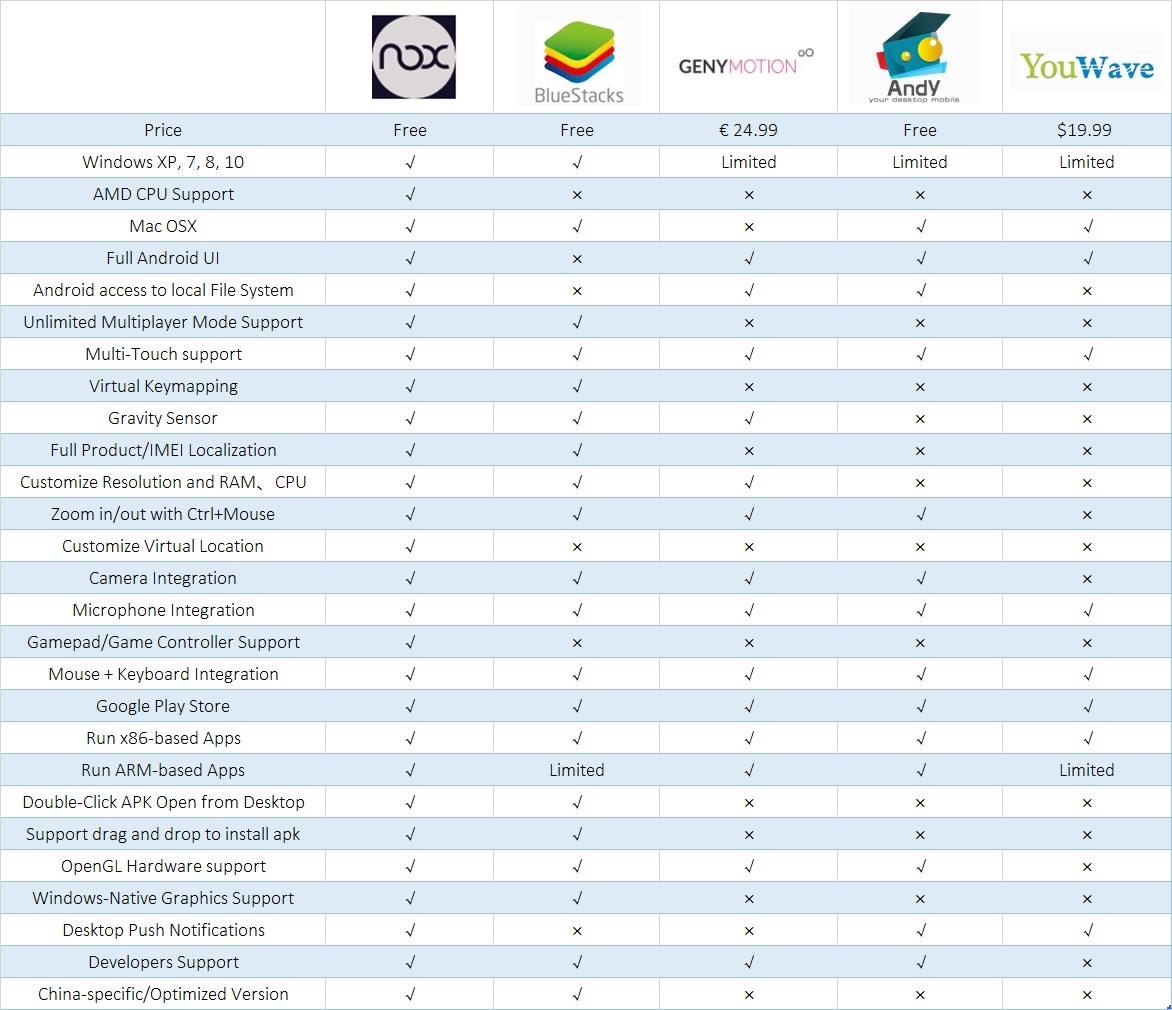
Статистика емуляторів Android

- Легке встановлення програми та програм.
- Вбудований каталог додатків.
- Попередньо встановлений Google Play Market.
- Можливість створення та запуску кількох копій емулятора одночасно.
- Можливість підключення джойстиків та їх налаштування.
- Настроюване розташування.
- 3 режими графічного рушія (OpenGL, OpenGL+ і DirectX).
- Два види орієнтації (планшет та телефон) та можливість самому налаштувати.
- Повноцінна підтримка клавіатури та мишки в іграх.
- Різні теми оформлення.
- Вибір між версіями Android (4.4, 5.1 та 7.1.2).
- Призначення на кнопки кнопки управління ігри.
- Резервне копіювання та відновлення даних.
- Режим мосту у мережі.
- Налаштування розподілу ресурсів ЦП та ОЗП.
- Емуляція управління двома пальцями та струшування.
- Масштабування інтерфейсу програми.
- Захоплення відео та фото з емулятора екрану.
- Підтримка макросів із можливістю їх редагування.
- Можливість вибору емульованого пристрою із готового списку або введення вручну.

- На відміну від інших емуляторів Android, NoxPlayer здатний працювати на комп'ютерах, які не підтримують апаратну віртуалізацію (хоча для підвищення продуктивності рекомендується використовувати апаратну віртуалізацію).

## Поширення
Програма поширюється як рекламне програмне забезпечення, показуючи у своєму вікні рекламу програм для Android (зазвичай рекламу ігор):
«Наша місія — бути відкритою платформою для поєднання цифрової та традиційної реклами та сприяти поширенню програмного забезпечення Android.»
Програма не має платної версії та не займається збором пожертвувань на свій розвиток.

## Історія
- 6 червня 2015 рік — дата першого релізу в Китаї.
- 29 квітня 2016 рік — дата першого світового релізу.
- 1 жовтня 2017 рік — додана версія Android 5.1.
- 21 липня 2018 рік — додана версія Android 7.1.2.
- 1 вересня 2018 рік — емулятор перейменований на NoxPlayer з Nox App Player.